# AT&T公司
美國電話與電報公司（英語：AT&T Corporation， American Telephone & Telegraph的縮寫）是AT&T公司的子公司，为企业、消费者和政府机构提供语音、影片、数据、互联网电信等专业服务。
在漫长的历史中，美国电话与电报公司曾登顶过世界上最大的电话公司和世界上最大的有线电视运营商，也是受到管制的垄断企业。在1950年代和1960年代的鼎盛时期，该公司雇用了100万人，其收入在1950年的30亿美元（按今天的价值为347亿美元）和1966年的120亿美元（按今天的价值为979亿美元）之间。
在2005年美國電話與電報公司被小貝爾及前子公司SBC電信以 160 億美元收購（現值約178億美元），SBC随后更名為AT&T。現今的美國電話與電報公司是AT&T公司旗下的子公司，並在AT&T電信之下提供國際長途電話服務。雖然美國電話與電報公司作為AT&T公司的子公司而存在，但其名字只會偶爾出現在AT&T公司的新聞稿中。
公司總部於1992至2008年位於聖安東尼奧，2008年搬至達拉斯市中心的AT&T一號廣場。

## 公司組建和擴張

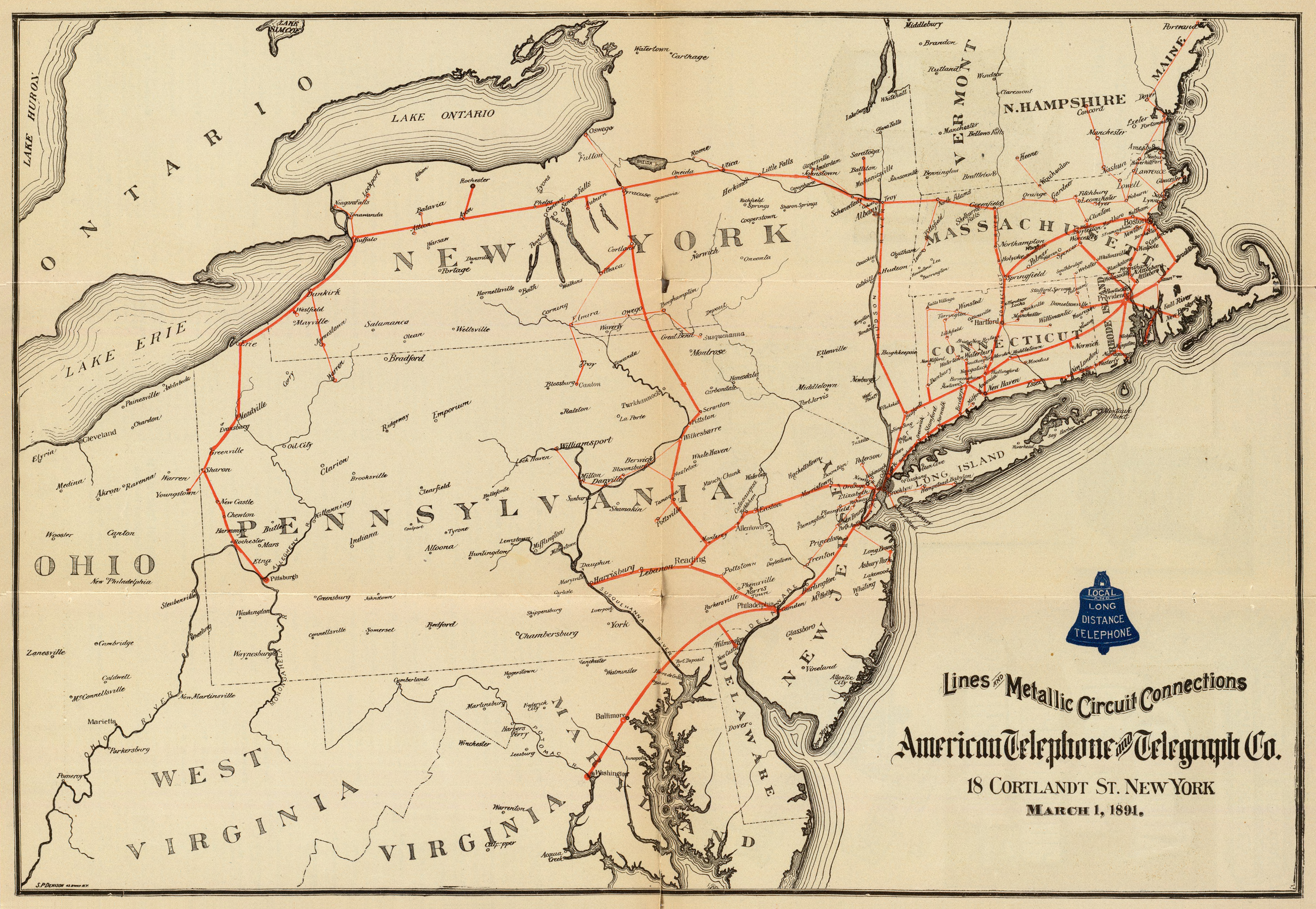
美國電話與電報公司的網絡覆蓋圖（1891年3月1日）

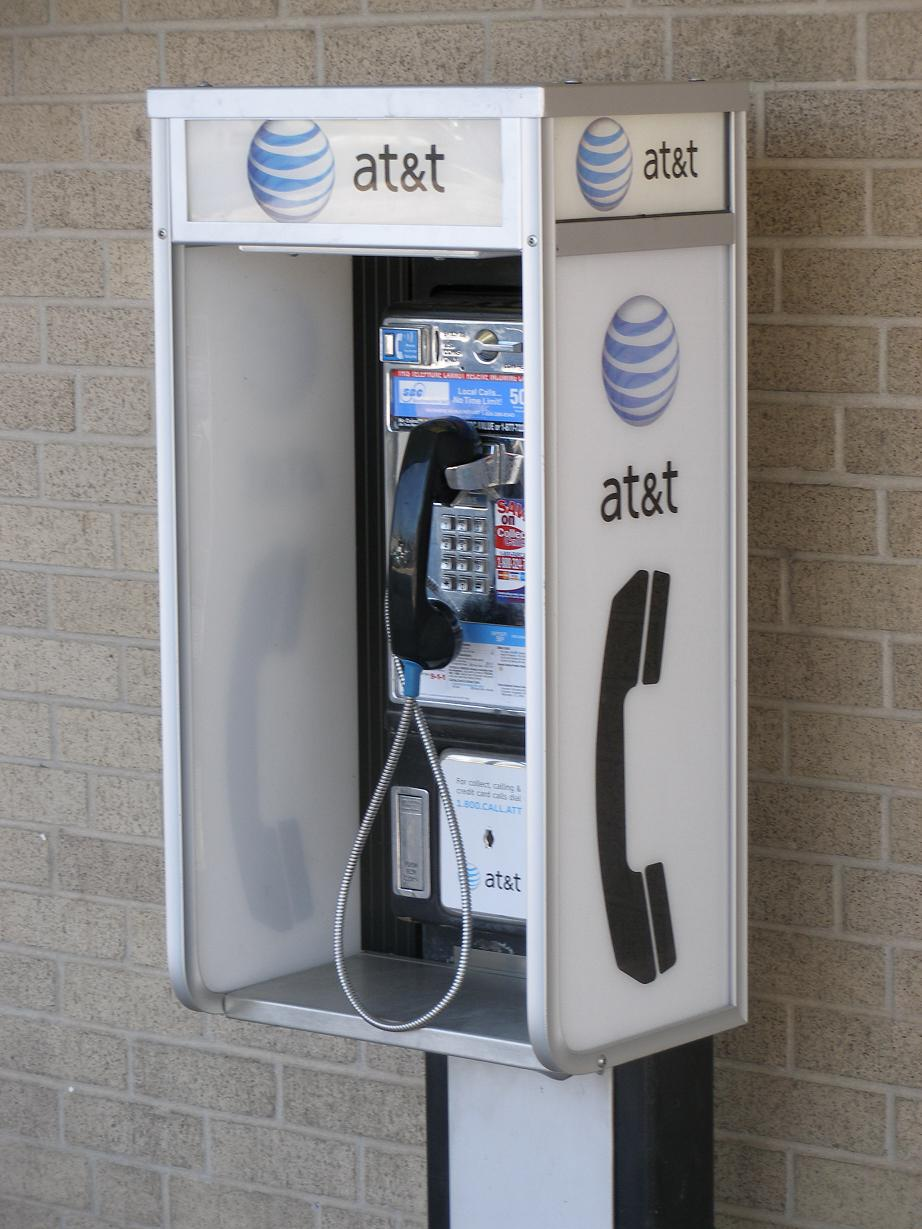
AT&T的公用電話機

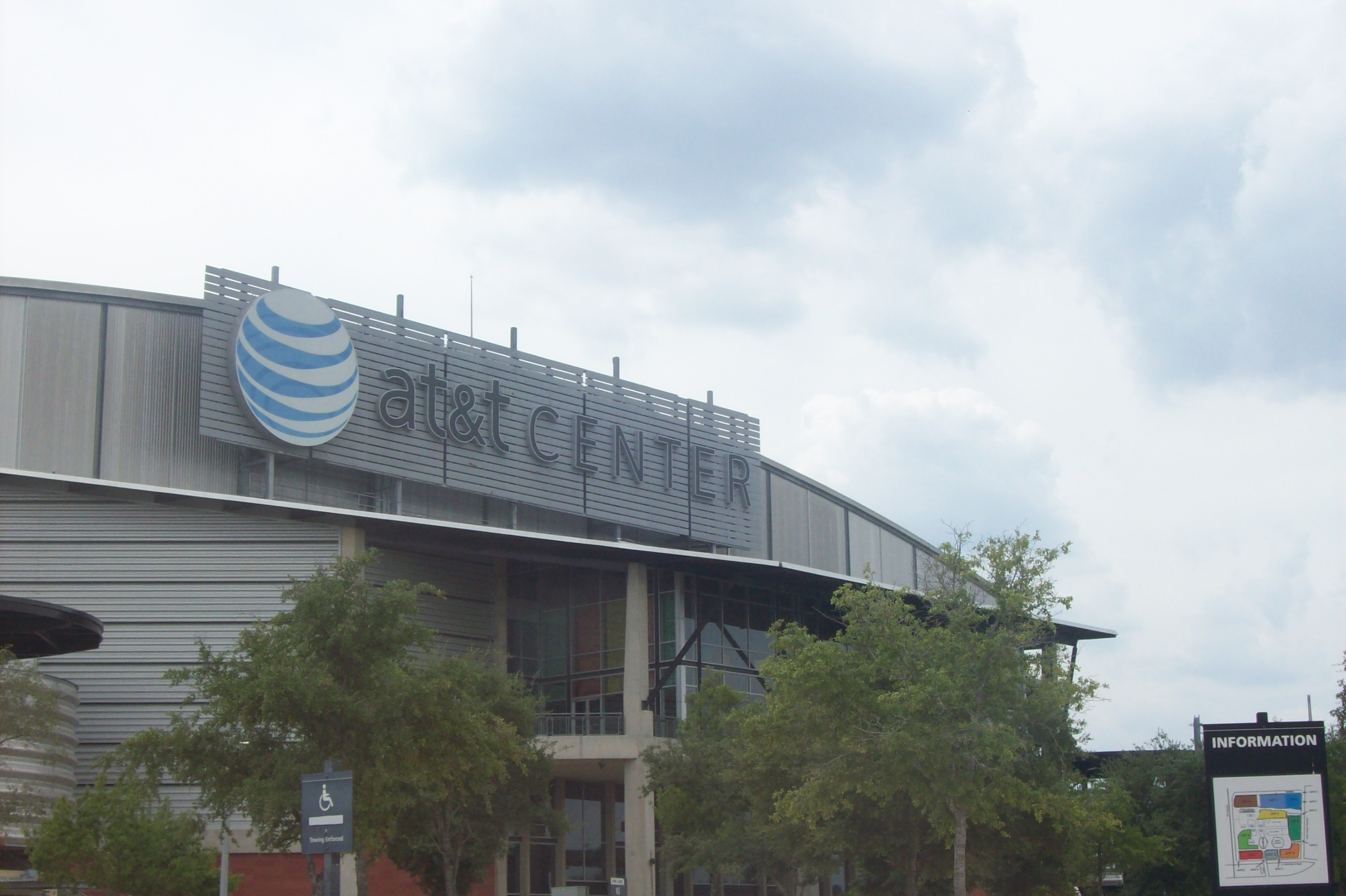
AT&T中心（原“SBC中心”）

美國電話電報公司源於由亞歷山大·格拉漢姆·貝爾及他的兩位從事金融的朋友赫巴德及托馬斯·桑德斯成立的貝爾電話公司。 1879年3月更名為國家貝爾電話公司，第二年3月再更名為美國貝爾電話公司。 1881年美國貝爾電話公司從西聯公司收購了西方電器，三年前西聯公司拒絕了赫巴德報價10萬元出售的電話專利（現值225萬美元）。
1880年美國貝爾公司為了建立第一個可商業化的國內長途電話網絡，於1885年3月3日在紐約州成立子公司「美國電話與電報公司」，1892年網絡已從紐約鋪設至芝加哥。貝爾的電話專利在1894年到期，但因公司擁有龐大的客戶群，加上設備仍較其他公司優良，所以公司業務仍大幅增加。然而麻州的公司法限制公司資本額上限為一千萬美元，因此限制了美國貝爾公司的發展，該公司於是將資產轉讓給紐約的子公司美國電話與電報公司，1899年12月30日美國貝爾公司和貝爾系統反而成為美國電話與電報公司的子公司。
美國國內長途電話於1915已鋪設至舊金山，並從1927年起使用雙向無線電提供跨大西洋服務，直至1956年全球第一條橫渡大西洋的同軸電纜投入使用為止。
1984年，美國司法部依據《反托拉斯法》拆分AT&T，分拆出一個繼承了母公司名稱的新AT&T公司（專營長途電話業務）和七個本地電話公司（即“貝爾七兄弟”），美國電信業從此進入了競爭時代。 1995年，又從公司中分離出了從事設備開發製造的朗訊科技和NCR公司，只保留了通訊服務。
2000年後，AT&T又先後出售了無線通訊，有線電視和寬頻服務部門。2005年，原“小貝爾”之一的西南貝爾對AT&T兼併，合併後的企業繼承了AT&T的名稱。2007年，AT&T開始在其提供固網電話的地區拓展光纖電視服務，與衛星電視和近年進入寬頻電話市場的有線電視公司競爭。
2014年5月，AT&T宣布即將收購美國最大衛星電視運營商DirecTV，以現金加股票方式進行交易，總額達485億美元。
2020年6月，美國聯準會(Fed)為了因應新冠肺炎疫情而設立之緊急貸款計畫，其中的購債計畫之一即為購買電信業者AT&T、零售商Walmart發行的公司債券。

## 別稱及品牌
AT&T也被稱為"Ma Bell"，電話迷們會親切地稱其為 "Mother"。在其員工的一些罷工中，糾察員會穿上寫著 "Ma Bell is a real mother."的T卹。還值得一提的是，在分拆前與AT&T這個名字相比，消費者對 "Bell System"這個名字的認可度更高。這促使該公司在分拆後展開了廣告宣傳，以提高其名稱的知名度。像區域性Regional Bell Operating Company或RBOCs這樣的分拆公司通常被稱為 "Baby Bells"。具有諷刺意味的是，"Ma Bell "在2005年被其 "Baby Bells"之一的SBC通信公司收購。
AT&T Globe Symbol，是由索爾·巴斯在1983年設計的企業標誌，最初由AT&T信息系統公司使用，因為美國訴AT&T案的部分和解協議要求AT&T放棄對貝爾系統商標的所有使用權。它被暱稱為"死星"，指的是星球大戰。 1999年，它從12線設計改為8線設計。 2005年，它又被改為由Interbrand公司設計的3D透明 "大理石 "設計，供母公司AT&T公司使用。這個名字也是給位於新澤西州霍爾姆德爾的標誌性貝爾實驗室設施命名的，現在已經空置。